# Jack Guittet
Jacques "Jack" Guittet, född 12 januari 1930 i Casablanca, Marocko, död 16 januari 2025 i Mignaloux-Beauvoir, Vienne, var en fransk fäktare.
Guittet blev olympisk bronsmedaljör i värja vid sommarspelen 1964 i Tokyo.